# Alepisaurus
Alepisaurus is een geslacht van straalvinnige vissen uit de familie van lansvissen (Alepisauridae). Het geslacht is voor het eerst wetenschappelijk beschreven in 1833 door Lowe.

## Soorten
- Alepisaurus brevirostris Gibbs, 1960
- Alepisaurus ferox Lowe, 1833 – Lansvis